# Subirana
Subirana är en ort i Honduras.   Den ligger i departementet Departamento de Yoro, i den centrala delen av landet, 130 km norr om huvudstaden Tegucigalpa. Subirana ligger 837 meter över havet och antalet invånare är 1 362.
Terrängen runt Subirana är kuperad. Runt Subirana är det ganska glesbefolkat, med 43 invånare per kvadratkilometer. Närmaste större samhälle är Santa Rita, 18,2 km öster om Subirana. 